# La regina dell'isola
La regina dell'isola è un mediometraggio muto italiano del 1913 diretto da Attilio Fabbri.